# ジャック・ハーパー (サッカー選手)
ジャック・ハーパー（Jack Harper、1996年2月28日 - ）は、スペイン・アンダルシア州マラガ県マラガ出身のスコットランド人プロサッカー選手。セグンダ・フェデラシオンのマルベジャFCに所属している。ポジションはFW。

## 来歴
1996年にスコットランド人の両親の下にマラガで生まれる。2003年に地元のチームのユースアカデミーに入団し、2009年にレアル・マドリードのカンテラに加入。2012年12月に4年契約を結んだものの、最終的にはレアル・マドリード・カスティージャ昇格までには至らず、2015年7月にイギリスに渡り、ブライトン・アンド・ホーヴ・アルビオンFCと契約。2シーズンU-23チームなどでプレーした。
2017年1月、出身地のマラガCFと契約。1シーズン半Bチームでプレーし、24ゴールを決め、2018年8月にトップチームに昇格。セグンダ・ディビシオンに降格したばかりのトップチームで2018-19シーズンは、26試合4得点を記録。チームは3位に入り、昇格プレーオフに進出したものの、1回戦でデポルティーボ・ラ・コルーニャに敗れた。
2019年7月1日、ヘタフェCFと5年契約を締結。8月10日にADアルコルコンへの1年間のローン移籍が決定した。2020年10月5日、FCカルタヘナへ1年間のローン移籍。2021年2月1日、ビジャレアルCF Bへローン移籍。2021年7月6日、ラシン・サンタンデールへローン移籍。2022年7月27日、エルクレスCFへローン移籍。
2023年7月26日、マルベジャFCに1年契約で移籍した。

## 代表経歴
ユース世代から、両親のルーツであるスコットランド代表でプレーしている。